# Cortes de Monzón (1289)
Las Cortes de Monzón (1289) fueron unas cortes aragonesas donde se llevó a cabo una importante tarea parlamentaria: se promulgaron 35 constituciones u ordenaciones que dotaron a la Corona de estructuras administrativas sólidas. Se perseguía con ellas la definición de los límites de las jurisdicciones, la independencia de los funcionarios en relación con los señores, la regulación de la administración de justicia y la creación de una financiación regular mediante un impuesto común a todos o "del general", por su universalidad. Este impuesto acabaría originando instituciones propias en los Estados de la Corona llamadas Diputaciones del General o Generalidades. Alfonso III de Aragón se compromete, asimismo, a no separar de la Corona el Reino de Mallorca y a aceptar de modo implícito la institución del Consejo Real.
El rey necesitaba financiación para los gastos de la Corona. Al comenzar las sesiones de las Cortes Generales de Monzón, catalanes y mallorquines ofrecieron la ayuda económica al rey para que pudiera terminar sus guerras contra Castilla y Francia y, con la finalidad de recuperarla, propusieron una institución recaudatoria, el impuesto de Generalidades, que sería aplicado en todas las fronteras de los estados privativos de la Corona de Aragón. Esta institución fiscal con el tiempo desarrollaría, en los encargados de recaudarla, unas competencias que fueron desarrollándose en diputaciones con cada vez más poderes, ya no solo fiscales, sino políticos, las Diputaciones del General o Generalidades, que acabaron constituyendo la Generalidad de Aragón, la de Valencia y la de Cataluña.
La monarquía salió fortalecida de estas Cortes.
| Predecesor: -                          | Cortes Generales de la Corona de Aragón 1289 | Sucesor: Cortes de Monzón (1362)    |
| Predecesor: Cortes de Zaragoza (1289)  | Cortes del Reino de Aragón 1289              | Sucesor: Cortes de Zaragoza (1291)  |
| Predecesor: Cortes de Barcelona (1283) | Cortes Catalanas 1289                        | Sucesor: Cortes de Barcelona (1291) |